# Canal Street (La Nouvelle-Orléans)
Pour les articles homonymes, voir Canal Street.
Canal Street (en français, rue du canal) est l'une des principales artères de la ville de La Nouvelle-Orléans, dans l'État de Louisiane.

## Présentation
Canal Street est une deux fois trois voies avec deux lignes de tramway dans sa partie centrale. Dans sa section traversant downtown, Canal Street est le carrefour des différents moyens de transports en commun (bus, tramways).
Elle délimite le Vieux carré français, quartier historique de la ville, dans sa partie méridionale. Elle marque la frontière entre la culture coloniale française et espagnole de la ville et le monde anglo-saxon.

### Histoire
Jusqu'au début du XIXe siècle, la population de la ville est majoritairement d'origine française et espagnole, et vit dans le Vieux carré français. Après la vente de la Louisiane aux États-Unis en 1803, de nouvelles populations anglo-saxonnes s'installent à La Nouvelle-Orléans, en provenance du Kentucky et d'autres États du Midwest, arrivant par voie fluviale. Elles préfèrent au Vieux carré français, occupé par la population créole, les terrains libres en amont du Mississippi, l'actuel Central Business District. Un canal devait être construit entre les deux, ce sera une rue, nommée Canal Street en souvenir de ce projet. Canal Street devient dès lors le point de rencontre des deux cultures, et le terre-plein central de Canal Street est surnommé le terrain neutre.

### Géographie
À l'une des extrémités de Canal Street, le terminal ferry permet de traverser le Mississippi vers le quartier d’Alger, sur l'autre rive. L'autre extrémité de Canal Street se termine par des cimetières dans le quartier de Mid-City. Dans le prolongement, le Canal Boulevard permet de rejoindre le lac Pontchartrain. Le quartier historique de Tremé est délimité à l'ouest par Canal Street.

## Dans la culture populaire
La chanson The Fat Man évoque les femmes créoles au carrefour de Rampart Street et Canal Street.